# Raúl Tabares Tejera
Raúl Tabares Tejera (San Cristóbal de La Laguna, Tenerife, España, 1928 - ibídem, 9 de abril de 2005) fue un pintor acuarelista español.
Se sintió atraído por la pintura al ver trabajar al también tinerfeño Francisco Bonnín Guerín. En sus obras encontramos figuraciones, centradas sobre todo en paisajes de su isla, y abstracciones. Tabares también practicó con el óleo. Era miembro de la Agrupación de Acuarelistas Canarios.